# Správní řád
Správní řád (ve zkratce SprŘ nebo s. ř.) je název zákona č. 500/2004 Sb., který je základním procesním předpisem upravujícím řízení před správním úřadem (správní řízení). V tomto smyslu je subsidiární ke všem dalším procesním úpravám správního práva.

## Historie právní úpravy
Tomuto novému správnímu řádu předcházely na území České republiky následující právní předpisy:
- Min. nařízení č. 52/1855 ř. z., jímž se vydává úřední instrukce pro čistě politické a smíšené okresní a stoliční úřady
- Vládní nařízení č. 8/1928 Sb. z. a n., o řízení ve věcech náležejících do působnosti politických úřadů (správním řízení)
- Vládní nařízení č. 20/1955 Sb., o řízení ve věcech správních (správní řád)
- Vládní nařízení č. 91/1960 Sb., o správním řízení
- Zákon č. 71/1967 Sb., o správním řízení (správní řád) - tento zákon stále platí na Slovensku

## Systematika zákona
Správní řád se člení na celkem 8 částí:
1. Úvodní ustanovení – vymezuje na jaké právní vztahy dopadá a stanoví základní zásady, na nichž je nejen správní řád, ale i celé správní řízení postaveno
2. Obecná ustanovení o správním řízení – definuje správní řízení a obsahuje úpravu postavení a úkonů správních orgánů i účastníků řízení a jejich zástupců, doručování, počítání času a určování lhůt, postupu před zahájením řízení, řízení v prvním stupni včetně dokazování a rozhodnutí, ochranu před nečinností správního orgánu, odvolací řízení, přezkumné řízení, obnovu řízení, nové rozhodnutí ve věci a správní exekuce
3. Zvláštní ustanovení o správním řízení – upravuje speciální příslušnost orgánů právnických osob, změny příslušnosti a kompetenční spory, řízení před kolegiálním orgánem, dotčené orgány, zvláštní postupy před zahájením řízení (vysvětlení, zajištění důkazu a předběžnou informaci), společné řízení, sporné řízení, řízení o určení právního vztahu, řízení na místě, řízení s velkým počtem účastníků, řízení s předstihem žádosti a o výběru žádosti, záruku za splnění povinnosti, mezitímní a částečné rozhodnutí, závazná stanoviska, příkaz, doklad, rozklad a autoremeduru po podání žaloby ve správním soudnictví
4. Vyjádření, osvědčení a sdělení – upravuje jak vyjádření, osvědčení a ověření, tak i jiná sdělení ze strany správního orgánu
5. Veřejnoprávní smlouvy – upravuje problematiku veřejnoprávních smluv
6. Opatření obecné povahy – upravuje problematiku opatření obecné povahy
7. Společná, přechodná a závěrečná ustanovení – mj. upravuje i stížnosti na postup správních orgánů a stanoví důležitou zásadu, že pokud nějaký speciální zákon vylučuje aplikaci správního řádu, tak se přesto vždy použijí základní zásady činnosti správních orgánů, obsažené v části prvé správního řádu
8. Účinnost – 1. 1. 2006